# Iglesia de San Lucas (Colán)

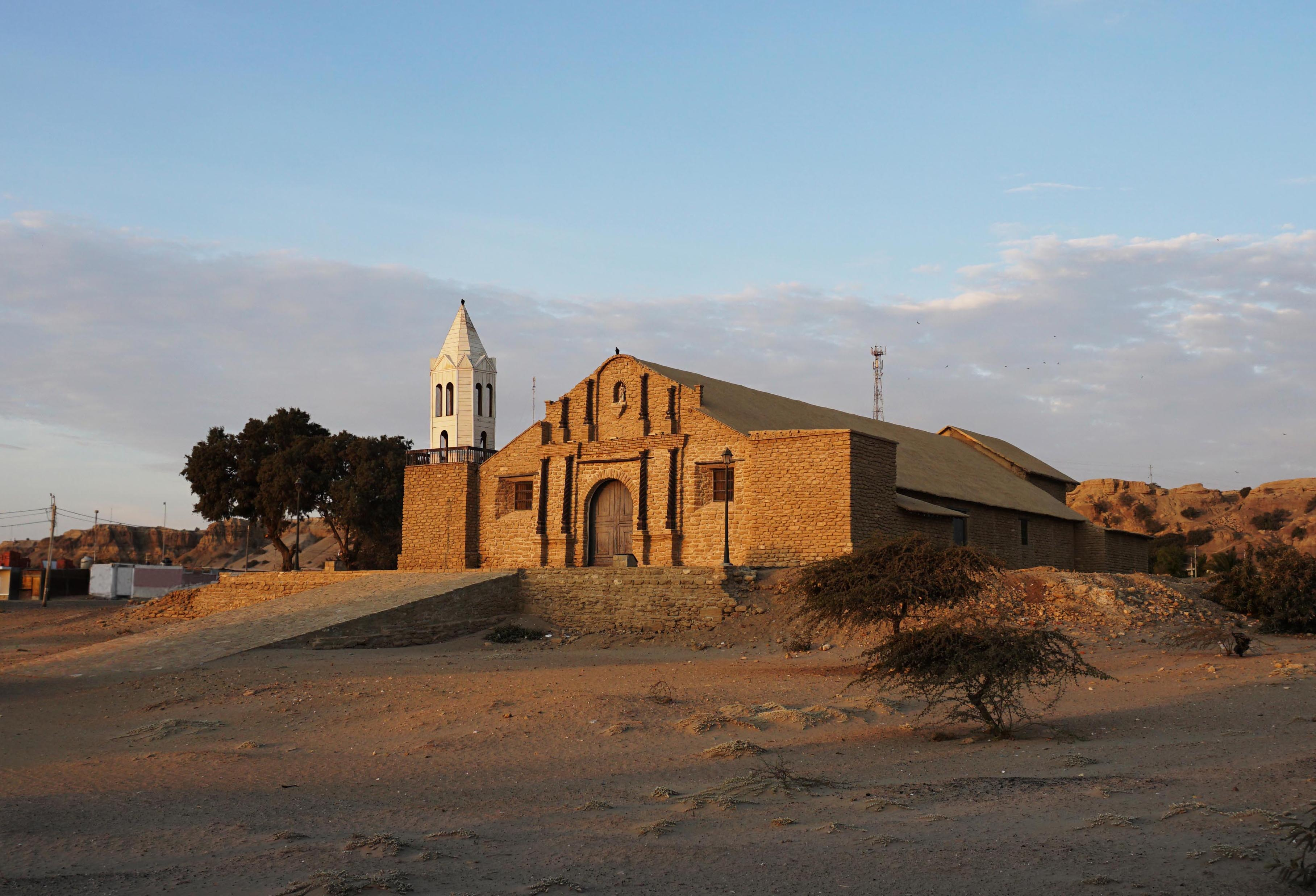
Iglesia de Colán al atardecer. 2022

La iglesia de San Lucas es una iglesia católica ubicada en la localidad peruana de Colán, capital del distrito homónimo, ubicado en la provincia de Paita en el departamento de Piura.  Su construcción se inició en 1535, lo que la convierte en la más antigua que se conserva en América del Sur. La obra fue llevada a cabo bajo la conducción de los padres dominicos llegados de Nicaragua, Bonifacio Escoquis e Indalecio Astorga. Fue erigida sobre un promontorio que albergaba un templo de la cultura Tallán. Es considerada la primera iglesia construida en las costas del Pacífico Sur.
La construcción está con base en piedra caliza, cuenta con cuatro columnas de madera torneadas. Fue declarado Monumento Histórico Nacional en enero de 1983.